# Maria Tatar
Maria Magdalene Tatar (* 13. Mai 1945 in Pressath) ist eine US-amerikanische Germanistin, die sich mit Kinderliteratur befasst.

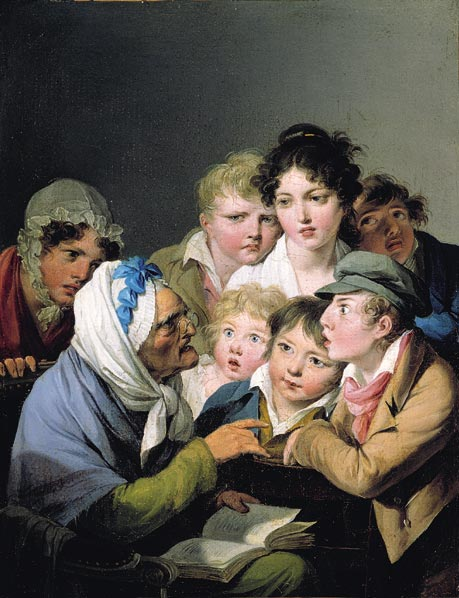
Louis-Léopold Boillys And the Ogre Ate Him Up!, verwendet in Maria Tatars Enchanted Hunters. The Power of Stories in Childhood

## Leben
Maria Tatars Familie emigrierte in den 1950er Jahren von Ungarn in die Vereinigten Staaten. Sie wuchs in Highland Park, Illinois, auf und machte 1963 ihren Schulabschluss an der Highland Park High School. Tatar promovierte 1971 an der Princeton University. 1971 wechselte sie an die Harvard University, wo sie seit 1978 lehrt. Sie ist John L. Loeb Professorin für Germanische Sprachen und Literatur.
2019 erhielt Tatar den Brüder-Grimm-Preis der Philipps-Universität Marburg.

## Veröffentlichungen (Auswahl)
- Spellbound. Studies on Mesmerism and Literature, Princeton University Press, 1978, ISBN 978-0-691-06377-5.
- The Hard Facts of the Grimms' Fairy Tales, Princeton, 1987, ISBN 978-0-691-06722-3.
- Off With Their Heads! Fairy Tales and the Culture of Childhood, Princeton, 1993, ISBN 978-0-691-06943-2.
- The Annotated Classic Fairy Tales, W. W. Norton & Company, 2002, ISBN 978-0-393-05163-6.
- The Annotated Brothers Grimm, W.W. Norton, 2004, ISBN 0-393-05848-4.
- The Annotated Hans Christian Andersen, W.W. Norton, 2008, ISBN 978-0-393-06081-2.
- Enchanted Hunters. The Power of Stories in Childhood, W.W. Norton, April 2009,[7] ISBN 978-0-393-06601-2.
- From Bookworms to Enchanted Hunters. Why Children Read. In: Journal of Aesthetic Education, Bd. 43, Summer 2009, Nr. 2, S. 19–36.
- The Annotated Peter Pan (Hrsg.), W.W. Norton, 2011, ISBN 978-0-393-06600-5.
- The Annotated African American Folktales, hrsg. mit Henry Louis Gates, Jr., Liveright-W.W. Norton, 2017, ISBN 0871407531.
  - Ausgezeichnet als „Outstanding Literary Work – Fiction“ mit dem NAACP Image Award 2018
- The Heroine with 1001 Faces. Liveright, New York 2021, ISBN 978-1-63149-881-7.